# Масоха Лаврентій Омелянович
Масоха Лаврентій Омелянович (1909—1971) — український радянський та російський радянський актор. Заслужений артист Росії (1969).

## З життєпису
Народився 23 серпня 1909 р. в с. Плюваки (нині с. Первомайське Черкаської області).
Помер 20 червня 1971 р. в Москві. Брат кіноактора П. О. Масохи. Закінчив Київський музично-драматичний інститут ім. М. В. Лисенка (1931). Працював у Київському українському драматичному театрі ім. І. Франка (1923—1933), актор Одеської кіностудії (1933 — 1934), потім — у Театрі-студії кіноактора (1945–1957) в Москві.

## Фільмографія
- «Кармалюк» (1931),
- «Іван» (1932),
- «Моє»,
- «Молодість» (1934),
- «Щорс» (1939, анархіст),
- «Велике життя» (1939, Макар Ляготін),
- «Моряки» (1939),
- «Олександр Пархоменко» (1942, епіз.),
- «У мирні дні» (1950, пом. капітана),
- «Тарас Шевченко» (1951),
- «Безвісти зниклий» (1956, Кухта),
- «Правда» (1957, продавець книг),
- «Гроза над полями» (1958, епіз.),
- «Їх знали тільки в обличчя»,
- «Родина Коцюбинських» (1970, 2 с, Грушевський).
- «Сімнадцять миттєвостей весни (телесеріал)» (1971, Шольц. Остання роль в кіно)